# کورین چاربی
کورین شاربی (فرانسوی: Corynne Charby‎؛ زادهٔ ۱۲ ژوئیهٔ ۱۹۶۰) مدل، خوانندگی، هنرپیشه اهل فرانسه است. وی بین سال‌های ۱۹۸۱ تا ۱۹۸۷ میلادی فعالیت می‌کرد.